# 無細胞タンパク質合成系
無細胞タンパク質合成系（むさいぼうタンパクしつごうせいけい、cell-free protein synthesis system ）とは大腸菌等の細胞を直接使用せず、代わりに大腸菌などの各種細胞内に存在する酵素などを利用してタンパク質を合成する方法のことである。大別するとコムギ胚芽由来・大腸菌由来・ウサギ網状赤血球由来・昆虫細胞由来の合成系が広まっており、転写及び翻訳の際にはそれぞれの細胞由来の酵素類を用いる。

## 細胞系と無細胞系
DNAはPCRによって容易に複製することが可能となった。しかしタンパク質の場合、2006年の時点においてタンパク質を複製する技術は見つかっていない。このためタンパク質合成を行う場合、DNAからmRNAに転写し転写産物を翻訳するという一連の流れを大腸菌等の細胞を用い人為的に行うことで、タンパク質合成を行うという手法がある（細胞利用のタンパク質合成系）。
ただし、細胞を用いる方法ではいくつかの問題点が挙げられる。たとえば、合成に手間がかかる、合成可能なタンパク質が制限される、合成によって得られるタンパク質の量が少ない、合成に必要とする時間及びコスト等が非効率的、バイオハザードの危険が存在するといった点が挙げられることがある。また生命倫理の問題も存在している。
2013年5月、理化学研究所は、終止コドンを除いた環状mRNAを用いて無細胞タンパク質合成を行い、通常の直鎖状mRNAを用いた場合と比べて単位時間当たり200倍の反応効率を得ることに成功したと発表した。

## 歴史
無細胞タンパク質合成系はリボソーム、tRNA、アミノアシル化tRNA合成酵素、翻訳開始因子、翻訳伸長因子、翻訳終結因子などの翻訳成分を含む無細胞抽出液に対して、アミノ酸、ATPやGTPなどエネルギー分子、エネルギー再生系、マグネシウムイオンなど塩類、DNAあるいはmRNAなどのテンプレートを添加して蛋白質を試験管内で合成する手法である。もともとはタンパク質合成の方法ではなく翻訳機構解析のための実験系として開発された。1954年にZamecnikらがラット肝臓を用いた無細胞タンパク合成系を確立し、これによってtRNAの存在が明らかになった。また1961年にNirenbergらが大腸菌由来の無細胞抽出液を用いた系を開発し、遺伝コードの解明がなされた。
無細胞タンパク質合成系をタンパク質生産手法としての可能性を示したのはロシアのSpirinらである。彼らは1988年にContinuous Flow Cell-Free(CFCF) translation systemを開発した。このシステムは翻訳反応の進行に伴って消費される基質（アミノ酸、ATP、GTPなど）を反応槽へ連続的に供給すると同時に、合成されたタンパク質や翻訳反応を阻害する副産物（ピロリン酸）などを限外ろ過膜を通して反応系の外に排除する方法である。パッチ法では一時間程度であった反応持続時間がCFCF法の開発で数時間から数十時間にまで延長可能となった。1996年にはContinuous exchange Cell-Free(CECF) translation systemが開発された。CECF法は反応液に対して半透膜を介してアミノ酸やエネルギー源を供給し、同時に反応副産物を拡散により除去するシステムである。CECF法の開発により、無細胞タンパク質合成系の合成タンパク質量は大幅に向上し、10mg/mlを超えるタンパク質合成料も報告されるようになった。2002年にCECF法と同様のコンセプトによる重層法が開発された。重層法では反応溶液と外部溶液の比率を変えることで外部溶液を反応溶液上部に半透膜を用いることなく重層させ、反応中に生じる両層間の拡散混和を利用して反応を行う方法である。半透膜を使わない単純な系であるため検体数が多い場合でも対応が可能であり、多種類のタンパク質の同時・大量合成を可能とする技術である。

## 代表的な無細胞タンパク質合成系
細胞抽出液画分を用いて作成されるウサギ網状赤血球、小麦胚芽、大腸菌による系と再構成無細胞タンパク質構成系であるPURE systemに関して述べる。
ウサギ網状赤血球
1964年に最初に報告された系である。本系は哺乳類細胞由来の系であるため、真核生物由来タンパク質の翻訳後修飾に関する研究などに用いられる。一方で本系によるタンパク質合成量は低いことから、タンパク質調製手段として用いられることはほとんどない。
大腸菌
1961年に開発された。タンパク質合成量が多く、合成速度も早いが原核生物由来の系であることが弱点である。タンパク質合成がMetではなくfMetから開始されること翻訳後修飾を施すことが難しいと行った点である。
コムギ胚芽
コムギ胚芽を用いた無細胞タンパク質合成系は効率が悪い系であった。2000年に愛媛大学の遠藤彌重太は従来の系では胚芽に隣接する胚乳より多量のリボソーム不活化タンパク質が混入していることを見出した。リボソーム不活化タンパク質を除去することで無細胞タンパク質合成反応が数十時間持続することが判明した。本系は真核生物由来であり、ウサギ網状赤血球の系よりもタンパク質合成量が高く、また安価であることから真核細胞由来のタンパク質の合成においてファーストチョイスとして位置づけられる。
再構成無細胞タンパク質合成系（PURE system）
2001年に東京大学の上田卓也と清水義宏らはPURE（Protein synthesis Using Recombinant Elements） systemを開発した。彼らは大腸菌の翻訳に関わる31種類の可溶性タンパク質因子を組換タンパク質として調製し、さらに大腸菌の菌体から精製したリボソーム分画とtRNA画分を組み合わせることでタンパク質合成系を試験管内で再構成することに成功した。またこの反応系にリポソームと呼ばれる脂質膜小胞を加えることで膜タンパク質を脂質膜上に合成することが可能である。
膜タンパク質の無細胞タンパク質合成系
理化学研究所の横山茂之らは大腸菌由来のCECF法の無細胞タンパク質合成系を用いて膜タンパク質を合成する方法を2009年に開発した。この方法は透析膜（半透膜）の内側に合成に必要な抽出液や鋳型となるDNAとともに、脂質と界面活性剤を混ぜてできた混合ミセル（脂質分子を界面活性剤で溶かした状態）を混入する。透析が進むと徐々に界面活性剤が透析膜の内側から除去されることで脂質分子が脂質二重膜を形成しリポソームを形成する。合成された膜タンパク質はリポソームに挿入され活性体の状態で生成した。リポソームに界面活性剤を加えることで可溶化することができた。
その後の検討で、透析膜の内側に配置された混合ミセルは時間がたつと脂質と界面活性剤が再配置することが明らかになった。脂質は脂質二重膜の構造をとった膜断片を形成していき、その過程で膜断片にタンパク質が組み込まれる。混合ミセルの界面活性剤は、脂質二重膜片縁端の疎水性部分に結合して水溶液との境界を覆うことによって膜断片を安定化させる。界面活性剤で安定化された脂質二重膜断片は、界面活性剤濃度が高いと小さな膜断片になり、界面活性剤の濃度が低いと大きな断片となる。界面活性剤の濃度を更に低くすると最後にリポソームを形成することが明らかになった。大きな膜断片やリポソームは遠心分離で沈殿するが小さな膜断片は沈殿せず可溶性であった。この検討をもとに旧来の膜タンパク質を大きな膜断片あるいはリポソームに取り込む方法を沈殿性膜断片法（P-MF法）、小さな膜断片に組み込む方法を可溶性膜断片法（S-MF法）と名付けた。S-MF法は界面活性剤による可溶化を行わずに試料を高濃度に生成できる点が特徴である。S-MF法で作られた可溶性の小さな膜断片は、そのままカラムクロマトグラフィー等の通常の精製方法で精製ができる。P-MF法は目的の膜タンパク質を精製するためには界面活性剤を利用する必要がある。この時に使用する界面活性剤によって立体構造や高い活性を損なう可能性がある。

## 応用分野への展開
ゲノムの塩基配列を解読するゲノムプロジェクト以後の研究としてポストゲノムが存在する。ゲノムから合成されるタンパク質の総称をプロテオームと呼び、ポストゲノムの一分野としてプロテオームを扱う研究分野をプロテオミクスと呼ぶ。無細胞タンパク質合成系はプロテオミクスにおいて研究に欠かせない手法であるため、バイオ機器として商品化されている。